# Episodi di Henry Danger (seconda stagione)
La seconda stagione della serie televisiva Henry Danger è andata in onda negli Stati Uniti d'America dal 12 settembre 2015 al 17 luglio 2016.
In Italia la stagione è andata in onda dal 1º febbraio 2016 al 14 novembre 2016 su Nickelodeon; in chiaro è stata trasmessa dal 4 settembre al 2 ottobre 2017 su Super!.
| nº | Codice di prod. | Titolo originale               | Titolo italiano                         | Prima TV USA      | Prima TV Italia  |
| -- | --------------- | ------------------------------ | --------------------------------------- | ----------------- | ---------------- |
| 1  | 201             | The Beat Goes On               | Una canzone nella testa                 | 12 settembre 2015 | 1º febbraio 2016 |
| 2  | 202             | One Henry, Three Girls: Part 1 | Henry e le tre ragazze (prima parte)    | 19 settembre 2015 | 2 febbraio 2016  |
| 3  | 203             | One Henry, Three Girls: Part 2 | Henry e le tre ragazze (seconda parte)  | 26 settembre 2015 | 3 febbraio 2016  |
| 4  | 204             | Henry & The Woodpeckers        | Henry e i Woodpeckers                   | 3 ottobre 2015    | 4 febbraio 2016  |
| 5  | 205             | Captain Man Goes On Vacation   | Capitan Man va in vacanza               | 10 ottobre 2015   | 5 febbraio 2016  |
| 6  | 206             | The Time Jerker                | Il viaggio nel tempo                    | 7 novembre 2015   | 8 febbraio 2016  |
| 7  | 207             | Secret Beef                    | Un invito per due                       | 14 novembre 2015  | 9 febbraio 2016  |
| 8  | 208             | Henry's jelly                  | Un supereroe geloso                     | 21 novembre 2015  | 10 febbraio 2016 |
| 9  | 209             | Christmas Danger               | Natale in prigione                      | 28 novembre 2015  | 10 novembre 2016 |
| 10 | 210             | Indestructible Henry, Part 1   | L'indistruttibile Henry (prima parte)   | 19 marzo 2016     | 7 novembre 2016  |
| 11 | 211             | Indestructible Henry, Part 2   | L'indistruttibile Henry (seconda parte) | 26 marzo 2016     | 7 novembre 2016  |
| 12 | 212             | Text, Lies, & Video            | Messaggi, bugie e video                 | 9 aprile 2016     | 8 novembre 2016  |
| 13 | 213             | Opposite Universe              | Universo inverso                        | 16 aprile 2016    | 8 novembre 2016  |
| 14 | 217             | Grave Danger                   | Danger in pericolo                      | 23 aprile 2016    | 9 novembre 2016  |
| 15 | 218             | Ox Pox                         | Missione nel passato                    | 30 aprile 2016    | 10 novembre 2016 |
| 16 | 216             | Twin Henrys                    | Doppio Henry                            | 7 maggio 2016     | 9 novembre 2016  |
| 17 | 214             | Danger & Thunder               | Danger e Thunder (prima parte)          | 18 giugno 2016    | 12 novembre 2016 |
| 18 | 215             | Danger & Thunder               | Danger e Thunder (seconda parte)        | 18 giugno 2016    | 12 novembre 2016 |
| 19 | 219             | I Know Your Secret             | Conosco il tuo segreto                  | 17 luglio 2016    | 14 novembre 2016 |

## Una canzone nella testa
- Titolo originale: The Beat Goes On
- Diretto da: Adam Weissman
- Scritto da: Dan Schneider e Christopher J. Nowak

### Trama
Charlotte viene catturata dal Dottor Minyak che intende intrappolarla in un negozio per fare in modo che lei distrugga Capitan Man e Kid Danger. Arrivata lì Charlotte viene "rimessa al suo posto" e Ray ed Henry stordiscono Myniak e la sua infermiera Cohort . Nel frattempo Jasper e Piper cercano di far schiudere uno strano uovo regalato da Henry.

## Henry e le tre ragazze (prima e seconda parte)
- Titolo originale: One Henry, Three Girls (part one and two)
- Diretto da: Adam Weissman (prima parte); Steve Hoefer (seconda parte)
- Scritto da: Dan Schneider e Jay Kogen (prima parte); Dan Schneider e Dave Malkoff (seconda parte)

### Trama
Prima parte: Bianca decide di non frequentare più Henry, perché lui non sa se fidanzarsi ufficialmente o no. Si scoprirà che il motivo è che lui nei panni di Kid Danger sta con Veronika. Bianca si frequenta con un ragazzo nuovo in città, Blake e Henry si ingelosisce così capisce che prova dei sentimenti per lei. Decide quindi di lasciare Veronika, scoprendo anche che lei è la "nonna pazza" (si vestiva da nonna e picchiava Capitan Man in pubblico, come vendetta per l'arresto dei Walldogs). I
Invita Bianca a cena per tornare con lei ufficialmente ma proprio mentre l'aspetta entra Chloe, la sua ex ragazza che l'aveva lasciato per partecipare a un reality show.
Seconda parte: Henry crede che lei voglia tornare con lui ma invece voleva solo un appuntamento con Kid Danger, per sponsorizzare lo show, il problema è che lui è già impegnato con Bianca. Alla fine, riesce a sponsorizzare lo show per poi tornare nei suoi panni e invitare Bianca al ballo della scuola, rimettendosi con lei.

## Henry e i Woodpeckers
- Titolo originale: Henry & The Woodpeckers
- Diretto da: Mike Caron
- Scritto da: Dan Schneider e Avin Das

### Trama
Henry viene assunto come allenatore della squadra di basket di Piper, i Woodpeckers. All'inizio sembra facile, ma deve seguire le regole del consiglio dei campionati di basket, rendendo il tutto difficile sia per Henry che per la squadra. Intanto Ray e Schwotz fanno una gara di chi ha la barba più lunga, ma alla fine le barbe davano fastidio e le tagliano facendo un maglione di peli di barba per Charlotte.

## Capitan Man va in vacanza
- Titolo originale: Captain Man Goes On Vacation
- Diretto da: Nathan Kress
- Scritto da: Dan Schneider e Christopher J. Nowak

### Trama
Ray deve andare alle nozze di suo cugino , a Cleveland. ma non si fida a lasciare Henry, Charlotte e Schwoz da soli. Intanto Piper organizza un corso Yoga ma non va molto bene, finché Jasper non pubblica un video che le fa aumentare i follower. Schwoz organizza una festa nella Man-Caverna e Henry scopre che c'è una rapina al Sushi Dushi, il ladro è Jeff e che i ragazzi del negozio sono chiusi nel frigo. Henry sbatte Jeff in prigione ma si dimentica di dover liberato i ragazzi dal frigo e allora va a salvarli.

## Il viaggio nel tempo
- Titolo originale: The Time Jerker
- Diretto da: Steve Hoefer
- Scritto da: Dan Schneider e Jay Kogen

### Trama
Un giorno come gli altri, Henry riceve una chiamata da Ray che gli avvisa che avrebbero catturato Time Jerker, un criminale che viaggia nel tempo. Henry riceve anche uno scherzo di Piper e l'umiliazione dalla scuola, in più viene attaccato da dei calabroni. Dopo essere tornato, involontariamente, indietro nel tempo Henry sistema tutto in modo che Charlotte superi il corso "l'IMPossibile". Alla fine ci riesce e lui e Ray sconfiggono Time Jerker.

## Un invito per due
- Titolo originale: Secret Beef
- Diretto da: Adam Weissman
- Scritto da: Dan Schneider e Dave Malkoff

### Trama
Due settimane dopo che Captain Man e Kid Danger hanno catturato il Time Jerker, Henry riceve un cesto regalo. Henry trova una carta regalo per la steakhouse più esclusiva di Swellview, quella di Montego, all'interno. Quando i suoi amici, la famiglia, i vicini e Herb di Sam & Cat, che sono venuti a Swellview da Venezia, Los Angeles come parte della sua vacanza, vogliono che Henry li inviti come suo ospite, Henry decide di portare Ray, che non è ancora stato invitato a Montego come Captain Man. Henry si trova presto in conflitto quando invita anche Bianca come parte del loro "Lockerversary" di un anno. Ray e Schwoz provano a mettersi nei panni di Henry e Bianca, ma Henry e Bianca compaiono e li sorprendono nell'atto. Una disputa assicura quindi chi è chi, ma alla fine finisce con Bianca che se ne va dal momento che non è in carne di manzo, ma invece di pollo. Quando stanno per mangiare la loro bistecca, Henry e Ray notano che i piccoli criminali Ert e Bernie lasciano il ristorante e finiscono per combatterli, causando danni alla sala da pranzo. In seguito all'arresto di Ert e Bernie, il Capitan Man e Kid Danger vengono informati dal manager di non essere presenti nell'elenco di prenotazione e di aver confiscato il cibo. Al ritorno alla Man Cave, Capitan Man scopre che parte della bistecca è caduta nel vestito di Kid Danger e la hanno divisa in due. Successivamente, si dirigono verso Back Out Steakhouse.
- Guest star: Jeffrey Nichols Brown (Mr. Hart), Kelly Sullivan (signora Hart), Michael D. Cohen (Schwoz), Carrie Barrett (Mary Gaperman), Jill Benjamin (Miss Shapen), Rob Locke (Turk), Joey Richter (The Time Jerker), Winston Story (Trent Overunder), Maeve Tomalty (Bianca)

## Un supereroe geloso
- Titolo originale: Henry's Jelly
- Diretto da: Adam Weissman
- Scritto da: Dan Schneider e Avin Das

### Trama
Quando Jasper ferma un ladro e diventa una grande notizia, Henry diventa geloso perché nessuno gli dà alcun credito come Henry. Nel tentativo di mettersi alla prova, cerca di fermare un cliente arrabbiato che è stato preso in ostaggio in un negozio di animali come se stesso; tuttavia, Capitan Man si presenta, facendo sì che Henry venga distratto e preso in ostaggio. Quando il cliente arrabbiato minaccia di far cadere un ragno velenoso sulla faccia di Henry, Capitan Man è costretto a chiudersi in una gabbia. Nel frattempo, Jasper si presenta a casa di Henry in cerca di Henry, dove Mr. e Mrs. Hart si stanno massaggiando. Quando scopre che Henry è in pericolo, scappa per salvarlo. Jasper quindi si presenta al negozio di animali e fa uscire Captain Man dalla sua gabbia. Il cliente arrabbiato viene a conoscenza e ritorna fuori chiedendo risposte, ma Capitan Man lo prende a pugni e lo interrompe. Quando Henry e il resto degli ostaggi vengono liberati, Jasper menziona come Henry non abbia bisogno di ringraziarlo perché sono i migliori amici, facendo sì che Henry si senta male per essere geloso. Per compensarlo, Henry acquista lo stesso ragno velenoso che il cliente arrabbiato ha minacciato di mettere su Henry come scusa perché Jasper l'ha visto nel negozio e lo voleva davvero, ma non poteva permetterselo perché costava $ 150.
- Guest star: Jeffrey Nichols Brown (Mr. Hart), Kelly Sullivan (signora Hart), Carrie Barrett (Mary Gaperman), Jill Benjamin (Miss Shapen), Zach Callison (Chet), Joe Kaprielian (Sidney), Matthew Zhang (Oliver), Winston Story (Trent Overunder), Toby Wilson (Dirk)

## Natale in prigione
- Titolo originale: Christmas Danger
- Diretto da: Steve Hoefer
- Scritto da: Dan Schneider e Christopher J. Nowak

### Trama
Capitan Man deve passare il Natale in prigione per non aver indossato la retina mentre serviva il cibo. Anche Henry, Charlotte, Jasper, i genitori di Henry e un altro tizio finiscono in prigione ma alla fine cantano "Jingle Bells" mentre Piper festeggia il Natale a casa sua con le sue amiche.

## L'indistruttibile Henry (prima e seconda parte)
- Titolo originale: Indestructible Henry (part one and two)
- Diretto da: Nathan Kress (prima parte); Russ Reinsel (seconda parte)
- Scritto da: Dan Schneider e Jay Kogen (prima parte); Dan Schneider e Dave Malkoff (seconda parte)

### Trama
Prima parte:
Henry viene ferito al sedere mentre completava una missione con Ray. Decide di diventare indistruttibile ma il suo effetto collaterale è sputare fuoco quando ride.
Seconda parte:
Henry, con l'aiuto di Ray, Charlotte e Schwoz, cerca di ritornare normale. Intanto Piper cucina per la famiglia ma decide di non cucinare più per quanto la famiglia non accetti quello che prepara.

## Messaggi, bugie e video
- Titolo originale: Text, Lies, & Video
- Diretto da: Steve Hoefer
- Scritto da: Dan Schneider e Avin Das

### Trama
Henry e Ray vogliono un video realizzato per vedere come sarebbero quando esplodono le loro bolle e si trasformano in supereroi. Tuttavia, Henry invia accidentalmente il video a Piper. Henry ora deve prendere il telefono di Piper ed eliminare il video prima che Piper possa vederlo. Quando Jasper porta il telefono a Henry con Piper in coda, si scopre che Jasper ha accidentalmente afferrato il telefono della signora Hart per errore, ed Henry quindi corre a casa per raggiungere il telefono di Piper prima che lo faccia Piper. Dopo molte difficoltà, Henry elimina il video dal telefono e lo porta su Junk 'n' Stuff. Henry blocca Piper mentre Charlotte elimina il video dal Cloud. Piper quindi si precipita e recupera il suo telefono. Alla fine, Henry e Ray scoprono che Charlotte ha filmato se stessa invece di loro.
- Guest star: Jeffrey Nichols Brown (Mr. Hart)

## Universo inverso
- Titolo originale: Opposite Universe
- Diretto da: Adam Weissman
- Scritto da: Dan Schneider e Christopher J. Nowak

### Trama
Henry e Charlotte rimangono intrappolati in un disturbo elettrico nei tubi di trasporto durante un temporale e finiscono in una dimensione alternativa in cui Ray / Captain Man e Schwoz sono cattivi e stanno progettando di forzare i biglietti per il concerto degli Halkings dalla versione di Piper di quella realtà . Per impedire l'eliminazione del Piper alternativo, Henry e Charlotte devono impedire al Capitan Man alternativo di avere successo. Nel frattempo, Ray e Schowz affrontano Henry e Charlotte alternativi che sono finiti nel loro universo. Dopo che Henry ha detto la verità al Capitan Man alternativo, si tiene una tregua per riportare entrambe le versioni di Henry e Charlotte alle rispettive dimensioni.
- Guest star: Jeffrey Nichols Brown (Mr. Hart), Michael D. Cohen (Schwoz), Andrew Caldwell (Mitch Bilsky), Joe Kaprielian (Sidney), Matthew Zhang (Oliver)

## Danger in pericolo
- Titolo originale: Grave Danger
- Diretto da: David Kendall
- Scritto da: Dan Schneider, Andrew Reese Thomas e Joe Sullivan

### Trama
Quando accadono cose strane a Ray, Charlotte e Schwoz scoprono che il vecchio amico di Ray, Invisible Brad, è sopravvissuto a un colpo di autobus. Mentre nel cimitero di Swellview, Kid Danger e Captain Man esaminano la bara di Invisible Brad. Tuttavia, finiscono per essere aggrediti dall'invisibile Brad, che li intrappola nella bara e li seppellisce vivi. Nel frattempo, Jasper ottiene un paio di piccoli walkie-talkie e prova a usare nomi in codice diversi per Henry. Allo stesso tempo, Piper ottiene una patente di guida dal DMV di Swellview. Invisibile Brad procede quindi ad entrare nella Man-Caverna e usa la gomma da masticare di Ray per diventare Capitan Brad. Con l'aiuto di Piper, Jasper salva Captain Man e Kid Danger dalla bara. Di nuovo alla Man-Caverna, Invisible Brad rivela di aver falsificato la sua morte in modo da poter prendere il posto dell'eroe di Swellview, ma quando Henry e Ray tornano, lo trovano, ed Henry usa spray al peperoncino per sconfiggerlo.
- Guest star: Michael D. Cohen (Schwoz)

## Missione nel passato
- Titolo originale: Ox Pox
- Diretto da: Steve Hoefer
- Scritto da: Dan Schneider e Samantha Martin

### Trama
Piper ha una malattia chiamata Ox Pox dopo aver inconsapevolmente consumato uno dei biscotti che Schwoz ha fatto con acetato di comodio a causa di un suo errore con lo zucchero. Per ottenere le piume dell'estinto Chica-Willow, Capitan Man usa la macchina del tempo confiscata di Time Jerker per tornare a Prudhoe Bay, in Alaska, nel 1709 al fine di ottenere le piume di Chica-Willow in modo da poter curare Piper. Nel frattempo, Jasper vuole che Henry giochi a nascondino dandogli indizi. Quando Capitan Man ottiene il Chica-Willow, Scwhoz porta accidentalmente nel presente un anziano Ray del futuro. Henry, Charlotte e Schwoz lavorano quindi insieme per riportare Capitan Man al presente e rimandare l'anziano Ray ai suoi tempi, prima che Henry curasse Piper.
- Guest guest: Jeffrey Nichols Brown (Mr. Hart), Michael D. Cohen (Schwoz)
- Nota: In una scena dell'episodio vengono fuori dal portale Marty McFly e il suo mentore Doc (protagonisti della saga Ritorno al futuro), che, non sapendo dove si trovano, tornano indietro saltando nel portale.

## Doppio Henry
- Titolo originale: Twin Henrys
- Diretto da: Russ Reinsel
- Scritto da: Dan Schneider e Avin Das

### Trama
Henry deve combattere il crimine, però deve andare anche a una cena di Natale, quindi Schwoz usa la sua "Robot-Innamorata", che prende le sembianze di Henry.

## Danger e Thunder (prima parte)
- Titolo originale: Danger & Thunder, Part 1
- Diretto da: Steve Hoefer
- Scritto da: Dan Schneider, Jay Kogen e Dave Malkoff

### Trama
Un'ondata di criminalità ha colpito Swellview e il Dr. Minyak è fuggito dalla prigione. A Hiddenville, Phoebe Thunderman vede le notizie e decide di aiutare Capitan Man e Kid Danger. Dopo una rapina senza successo da parte dei Tre Muchachos, Ray e Henry apprendono dai tre criminali che il Dr. Minyak ha indetto un incontro con i cattivi di Swellview per discutere su come distruggere Capitan Man e Kid Danger. Nel frattempo, il collo di Piper si irrigidisce, facendo lavorare Jasper e Mr. Hart per scioglierle il collo. Mentre Capitan Man e Kid Danger lavorano come due dei tre Muchachos, Phoebe li scambia per i veri Tre Muchachos e continua l'attacco fino a quando Capitan Man e Kid Danger chiariscono le cose. Nel frattempo, il medico di Piper diagnostica le sue condizioni come "Collo del testo" e deve indossare un cono fino a quando il collo non si riprende. Phoebe si unisce a Capitan Man e Kid Danger e va sotto copertura dove il Dr. Minyak, Nurse Cohort (l'assistente di Minyak), Drill Finger, Jeff, Vandel e Time Jerker sono riuniti in una base sottomarina sotto Lake Swellview da Toddler, che ha il fratello di Phoebe, Max Thunderman lavorando per loro.

## Danger e Thunder (seconda parte)
- Titolo originale: Danger & Thunder, Part 2
- Diretto da: Steve Hoefer
- Scritto da: Dan Schneider, Jay Kogen e Dave Malkoff

### Trama
Toddler spiega ai malvagi riuniti che è sopravvissuto al pozzo della palla senza fondo venendo fatto esplodere a 100 piedi sotto la Terra e ha dovuto scavare per emergere dalla sabbiera pubblica. Toddler propone ai malvagi riuniti che se uniscono i loro poteri, possono distruggere Capitan Man e Kid Danger. Quando Phoebe si fa riconoscere da Max, scopre che Max è venuto a rubare l'eliometro del Dottor Minyak. Nel frattempo, Jasper aiuta Piper e finisce per mandare un messaggio accidentale al ragazzo sbagliato alla festa di sushi facendo arrabbiare gli amici di Piper con lei. Mentre i cattivi lavorano per escogitare un piano per distruggere Capitan Man e Kid Danger, Max finisce per smascherare Capitan Man, Kid Danger e Phoebe. Capitan Man fa allontanare Kid Danger e Phoebe dai cattivi mentre combatte per comprarli un po' di tempo fino a quando Toddler usa l'Eliometro su Capitan Man. Con Capitan Man intrappolato in un blocco di cemento sul treno, Toddler e i suoi scagnozzi dichiarano che il treno attraverserà il ponte e verrà gettato nel fiume Jandy mentre Max tenta di prendere l'Eliometro. Con l'aiuto di Charlotte e Schwoz, Kid Danger e Phoebe localizzano Capitan Man. Nel frattempo, le amiche di Piper si presentano a casa sua per esprimere la loro rabbia verso Piper, ma Jasper ammette l'errore, e il gruppo porta la loro rabbia su di lui. Kid Danger e Phoebe affrontano Toddler, il Dr. Minyak, Vandel e i loro scagnozzi mentre Charlotte lancia le granate per liberare Capitan Man. Con Capitan Man libero, gli eroi combattono i cattivi che vengono buttati giù dal treno. Max viene perdonato da Capitan Man e Kid Danger, ma viene dato un passaggio a casa penzolando dall'elicottero di Schwoz.
- Altri interpreti: Jack Griffo, Kira Kosarin
- Guest star: Jeffrey Nichols Brown (Mr. Hart), Michael D. Cohen (Schwoz), Josh Fingerhut (Van Del), Ben Giroux (The Toddler), Ryan Grassmeyer (Jeff), Joey Richter (The Time Jerker), Amber Bela Muse (Nurse Cohort), Mike Ostroski (dottor Minyak)
- Nota: questo episodio presenta apparizioni crossover di Phoebe e Max Thunderman de I Thunderman.

## Conosco il tuo segreto
- Titolo originale: I Know Your Secret
- Diretto da: Russ Reinsel
- Scritto da: Dan Schneider e Christopher J. Nowak

### Trama
Henry trova un biglietto nel suo armadio con scritto "conosco il tuo segreto" e l'unico segreto di Henry è che lui è Kid Danger. Henry scopre che il biglietto l'ha messo Jasper e allora Henry gli rivela che lui è Kid Danger, ma quest'ultimo ha scoperto e pensa che il segreto di Henry era essere andato al cinema con la mamma invece che con lui. Così Ray deve cancellare la memoria di Jasper, ma Henry non vuole perché sono amici da tempo. Intanto Piper riceve per sbaglio una pistola abbronzante ed apre un'attività delle abbronzature, facendo arrestare il sig. Hart per aver aperto un'attività illegale.